# Controsesso
Controsesso è un film collettivo in tre episodi del 1964 diretto da Franco Rossi, Marco Ferreri e Renato Castellani.
Commedia all'italiana strutturata in tre episodi sul tema dell'inibizione sessuale e della degenerazione della coppia.
A emergere nettamente rispetto agli altri due, è l'episodio diretto da Marco Ferreri scritto con Rafael Azcona, che costruisce un fulminante e grottesco apologo sulle maniacali perversioni e le turbe compulsive inerenti alla sfera erotica grazie a un camaleontico Ugo Tognazzi.

## Trama
(Ugo Tognazzi nell'episodio Il professore)

### Cocaina di domenica
Nino Manfredi e Anna Maria Ferrero sono una giovane coppia, sposata da cinque anni, che una domenica, per "errore" prova della cocaina.

### Il professore
Ugo Tognazzi interpreta un professore delle Magistrali feticista e morboso che, per evitare che le allieve si allontanino durante gli esami, si inventa un armadio con un gabinetto incorporato, dando così sfogo alle sue fantasie sessuali represse.

### Una donna d'affari
Nino Manfredi è un musicista che si invaghisce di una donna in carriera, Giovanna (interpretata da Dolores Wettach) ma, nonostante i suoi mille tentativi, la relazione rimarrà solo platonica.

## Critica
"[...] Il mestiere e il nome dei registi come la classe e la popolarità degli attori tende ad assicurare quella patina di disinvoltura che rende accettabili gli episodi [...]. La sobria e tagliente abilità del regista si rivela alla lunga inetta a mantenere la storia su un ritmo di rapidità e incisività [...]. Qualche accento umoristico e tutta una [...] filastrocca di battute [...] di sapore grassoccio [...]".
"[...] Tre episodi di sesso all'italiana dall'inconfondibile sapore anni sessanta. L'episodio migliore è di gran lunga quello di Ferreri, scritto insieme a Rafael Azcona".

## Produzione

### Il professoredi Ferreri
Girato a Spoleto, l'episodio Il professore nasce come prima parte di una trilogia su temi analoghi abortita dopo i problemi riscontrati da Marco Ferreri per la distribuzione di La donna scimmia a causa della censura. Il produttore Carlo Ponti mise il veto al progetto, non volendo rischiare altre disavventure con i censori. Ferreri disse di considerare il protagonista dell'episodio: "non un pervertito, ma un uomo che non è capace di reagire a certe situazioni e che se ne vergogna". Un individuo chiuso dentro un microcosmo privato prigioniero della sua solitudine e dei suoi tabù, oppresso da una società provinciale e castratrice. Il professore anticipa la ricerca del regista di quella "rarefazione narrativa" (dove sembra non succedere nulla) che perfezionerà in opere successive quali Dillinger è morto e Break-up.